# Nikolaj Bogolepov

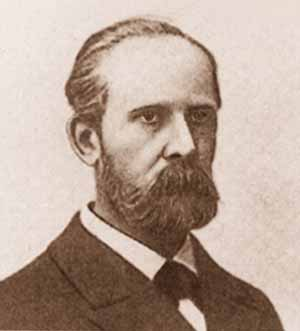
Nikolaj Bogolepov

Nikolaj Pavlovitj Bogolepov (ryska: Николай Павлович Боголепов), född 9 december (gamla stilen: 27 november) 1846 i Serpuchov, död 15 mars (gamla stilen: 2 mars) 1901, var en rysk jurist och politiker.
Bogolepov blev 1876 docent och 1881 professor i romersk rätt vid Moskvauniversitetet samt var 1883-87 universitetsrektor. Efter Ivan Deljanovs död blev han 1898 minister för allmänna undervisningen; men då han, med sin byråkratiska konservatism ej motsvarade de förväntningar, som från många håll ställdes på honom vad gäller reformering av hela skolväsendet, föll han den 27 februari 1901 offer för ett attentat av den tidigare studenten Pjotr Karpovitj och avled två veckor senare av såren.